# Giovanni Battista De Mari
Giovanni Battista De Mari (Genova, 12 agosto 1686 – Reggio Emilia, 1777), figlio di Francesco De Mari e di Livia Centurione, fu marchese di Scandiano dal 1750 al 1777.

## Biografia
Nacque a Genova il 12 agosto 1686 da Francesco e da Livia Centurione.
Giovanni Battista De Mari nella vita ebbe diversi incarichi diplomatici per conto della Repubblica di Genova.
Nel 1716 fu inviato straordinario a Parigi.
Nel settembre del 1717 fu inviato straordinario a Torino, presso la corte sabauda.
Nel 1740, già passato nei territori estensi di Modena e Reggio, gli venne conferito, dalla Camera Ducale Estense, il territorio di Arceto e la sua podesteria.
Nel 1750 gli Este lo infeudarono anche del territorio di Scandiano.
Nel 1772 fece edificare a Scandiano la "Porta di Modena", che era uscita cittadina in direzione dei territori modenesi.
Giovanni Battista De Mari resterà marchese di Scandiano dal 1750 al 1777, anno in cui riconsegnò a Casa d’Este il territorio scandianese, mantenendo tuttavia quello arcetano.
Morì a Reggio Emilia nel 1777.